# 四国横断自動車道
四国横断自動車道（しこくおうだんじどうしゃどう）は、四国地方を横断する国土開発幹線自動車道（国幹道）の路線名である。高速自動車国道としては阿南市から四万十市に至る阿南四万十線と南宇和郡愛南町から大洲市に至る愛南大洲線の2路線の路線から成る。略称は四国横断道（しこくおうだんどう）。
四国縦貫自動車道とも結び四国8の字ネットワークの一部を構成するとされているものの、阿南四万十線と愛南大洲線は直接接続していない。
高松市内の道路は、土木学会デザイン賞 2003 優秀賞 受賞。

## 概要
国土開発幹線自動車道建設法では、以下のとおりとされている。
| 路線名           | 起点   | 主たる経過地                                                         | 終点   |
| ---------------- | ------ | -------------------------------------------------------------------- | ------ |
| 四国横断自動車道 | 阿南市 | 徳島市 高松市 川之江市付近 高知市付近 須崎市 中村市付近 宇和島市付近 | 大洲市 |

高速自動車国道の路線を指定する政令では、以下のとおりとされている。
| 路線名           | 路線名       | 起点                 | 重要な経過地 | 終点     |
| ---------------- | ------------ | -------------------- | --- | -------- |
| 四国横断自動車道 | 阿南四万十線 | 阿南市               | 小松島市 徳島市 鳴門市 東かがわ市 さぬき市 高松市 坂出市 丸亀市 善通寺市 三豊市 観音寺市 四国中央市 高知県長岡郡大豊町 香美市 南国市 高知市 土佐市 須崎市 同県高岡郡四万十町 黒潮町 | 四万十市 |
| 四国横断自動車道 | 愛南大洲線   | 愛媛県南宇和郡愛南町 | 宇和島市 西予市 | 大洲市   |

これらについて、営業中・事業中路線の道路名に区分すると以下のようになる。※は高速自動車国道に並行する一般国道自動車専用道路。
| 路線名           | ナンバリング | 道路名           | 事業名                       | 区間                          | 備考                                                |
| ---------------- | ------------ | ---------------- | ---------------------------- | ----------------------------- | --------------------------------------------------- |
| 阿南四万十線     | E55          | 徳島南部自動車道 | 四国横断自動車道阿南四万十線 | 阿南IC - 徳島沖洲IC           | 新直轄区間                                          |
| 阿南四万十線     | E55          | 徳島南部自動車道 | 四国横断自動車道阿南四万十線 | 徳島沖洲IC - 徳島JCT          |                                                     |
| 阿南四万十線     | E11          | 徳島自動車道     | 四国横断自動車道阿南四万十線 | 徳島IC - 徳島JCT - 鳴門JCT    |                                                     |
| 阿南四万十線     | E11          | 高松自動車道     | 四国横断自動車道阿南四万十線 | 鳴門IC - 鳴門JCT - 川之江JCT  |                                                     |
| 阿南四万十線     | E32          | 高知自動車道     | 四国横断自動車道阿南四万十線 | 川之江JCT - 高知IC            | 川之江JCT - 川之江東JCT間は四国縦貫自動車道と重複。 |
| 阿南四万十線     | E56          | 高知自動車道     | 四国横断自動車道阿南四万十線 | 高知IC - 須崎東IC             |                                                     |
| 阿南四万十線     | E56          | 高知自動車道     | 一般国道56号 須崎道路        | 須崎東IC - 須崎西IC           |                                                     |
| 阿南四万十線     | E56          | 高知自動車道     | 四国横断自動車道阿南四万十線 | 須崎西IC - 四万十町中央IC     | 新直轄区間                                          |
| 阿南四万十線     | E56          | 高知自動車道     | 一般国道56号 窪川佐賀道路    | 四万十町中央IC - 四万十町西IC | ※（窪川工区、未供用）                               |
| 阿南四万十線     | E56          | 高知自動車道     | 一般国道56号 片坂バイパス    | 四万十町西IC - 黒潮拳ノ川IC   |                                                     |
| 阿南四万十線     | E56          | 高知自動車道     | 一般国道56号 窪川佐賀道路    | 黒潮拳ノ川IC - 黒潮佐賀IC     | ※（佐賀工区、未供用）                               |
| 阿南四万十線     | E56          | 高知自動車道     | 一般国道56号 佐賀大方道路    | 黒潮佐賀IC - 黒潮大方IC       | ※（未供用）                                         |
| 阿南四万十線     | E56          | 高知自動車道     | 一般国道56号 大方四万十道路  | 黒潮大方IC - 四万十IC         | ※（未供用）                                         |
| （予定路線区間） | E56          | 中村宿毛道路     | 一般国道56号 中村宿毛道路    | 四万十IC - 宿毛和田IC         |                                                     |
| （予定路線区間） | E56          | （未供用）       | 一般国道56号 宿毛内海道路    | 宿毛和田IC - 内海IC           | ※宿毛内海道路（未供用） 事業は4区間に分かれる       |
| 愛南大洲線       | E56          | （未供用）       | 一般国道56号 津島道路        | 内海IC - 津島岩松IC           | ※（未供用）                                         |
| 愛南大洲線       | E56          | 松山自動車道     | 一般国道56号 宇和島道路      | 津島岩松IC - 宇和島北IC       |                                                     |
| 愛南大洲線       | E56          | 松山自動車道     | 四国横断自動車道愛南大洲線   | 宇和島北IC - 大洲北只IC       | 新直轄区間                                          |
| 愛南大洲線       | E56          | 松山自動車道     | 一般国道56号 大洲道路        | 大洲北只IC - 大洲IC           |                                                     |

各区間の詳細およびインターチェンジなどについては各道路の項目を参照。

## 沿革
- 1957年（昭和32年）4月16日 : 四国自動車道の一部として国土開発縦貫自動車道の路線の基準となる。
- 1966年（昭和41年）7月1日 : 四国横断自動車道として国幹道の予定路線となる。 
  - 高松市 - 伊予三島市附近 - 高知市附近 - 須崎市
- 1987年（昭和62年）6月30日 : 第四次全国総合開発計画（四全総）が閣議決定。あらたに高規格幹線道路が構想される。 
  - 東四国横断自動車道 : 高松 - 阿南
  - 西四国縦貫自動車道 : 大洲 - 須崎
- 1987年9月1日 : 四全総を受け国土開発幹線自動車道建設法改正。
- 1995年（平成7年）11月30日 : 道路審議会答申、並行する一般国道自動車専用道路による代替が示される。 
  - 高松東道路、中村宿毛道路、宇和島道路、大洲道路
- 2003年（平成15年）12月25日 : 第1回国土開発幹線自動車道建設会議、新直轄区間選定。 
  - 阿南 - 小松島
  - 須崎市 - 窪川町
  - 宇和島市 - 西予市
- 2006年（平成18年）2月7日 : 第2回国土開発幹線自動車道建設会議、新直轄区間選定。
  - 小松島 - 徳島東
- 2017年（平成29年）11月21日 : 官報により、香川県内の国道11号の高速自動車国道に並行する一般国道自動車専用道路（高松東道路）を四国横断自動車道に編入[2][3]。
- 2020年（令和2年）10月2日 : 四国横断自動車道 阿南 - 徳島間の道路名が「徳島南部自動車道」に正式決定する[4]。

## 佐賀 - 四万十
佐賀 - 四万十は高知県幡多郡黒潮町から同県四万十市に至る区間である。前後の区間である窪川佐賀道路、中村宿毛道路同様、高速自動車国道に並行する一般国道自動車専用道路として完成2車線での建設が計画されている。2013年度に計画段階調査に着手し、2015年（平成27年）3月に全線自動車専用道路とする案が採択され、同年8月より事業化に向けて環境影響評価手続が開始された。
2017年（平成29年）1月27日には当区間の都市計画決定が行われ、このうち黒潮町佐賀から同町入野に至る14.0 kmの区間が同年4月に佐賀大方道路として事業着手された。また、残る区間も2019年（平成31年）3月に大方四万十道路として事業化された。
高速道路ナンバリングでは、高知自動車道（高知IC - 須崎東IC、須崎西IC - 四万十町中央IC）・松山自動車道（松山IC - 大洲IC、大洲北只IC - 宇和島北IC）・須崎道路・窪川佐賀道路・中村宿毛道路・津島道路・宇和島道路・大洲道路と併せて「E56」が割り振られている。

### 歴史
- 1997年（平成9年）2月5日 : 基本計画の決定。[要出典]
- 2013年（平成25年）12月11日 : 計画段階調査に着手[9]。
- 2015年（平成27年）3月18日 : 市街地（集落）との連絡性を優先するバイパス案、区間延長を極力短くしたバイパス案、現道改良案の3ルート案のうち第一の案が採択される[10]。
- 2017年（平成29年）
  - 1月27日 : 都市計画決定[6]。
  - 4月 : 黒潮佐賀IC - 黒潮大方IC間が佐賀大方道路として事業着手[7]。
- 2019年（平成31年）3月 : 黒潮大方IC - 四万十IC間が大方四万十道路として事業着手[8]。

### インターチェンジなど
- 名称は黒潮佐賀IC、黒潮上川口IC、黒潮大方ICを除いて仮称。

| 施設名                     | 接続路線名 | 備考             | 所在地 | 所在地   |
| -------------------------- | ---------- | ---------------- | ------ | -------- |
| E56 窪川佐賀道路（事業中） |            |                  |        |          |
| 黒潮佐賀IC                 | 国道56号   | E56 佐賀大方道路 | 高知県 | 黒潮町   |
| 黒潮上川口IC               |            | E56 佐賀大方道路 | 高知県 | 黒潮町   |
| 黒潮大方IC                 |            | E56 佐賀大方道路 | 高知県 | 黒潮町   |
| 古津賀IC                   | 国道56号   | 佐賀IC方面のみ   | 高知県 | 四万十市 |
| 四万十IC                   | 国道56号   |                  | 高知県 | 四万十市 |
| E56 中村宿毛道路           |            |                  |        |          |

## 宿毛 - 愛南
高知県宿毛市から愛媛県南宇和郡愛南町へ至る区間。長らく予定路線区間のまま事業化のめどが立っていなかったが、2019年（平成31年）2月7日に全線自動車専用道路を建設する方針・概略ルートが決定し、2022年度（令和4年度）に宿毛新港IC - 一本松ICの間と御荘IC - 内海ICの2区間がそれぞれ 一般国道56号宿毛内海道路（宿毛新港〜一本松）、同・宿毛内海道路（御荘〜内海）として事業化された。また、2024年度には宿毛和田IC - 宿毛新港IC間と一本松IC - 御荘IC間がそれぞれ 一般国道56号宿毛内海道路（宿毛和田～宿毛新港） 、 同・宿毛内海道路（一本松～御荘 ） として事業化された。